# Syngonium laterinervium
Syngonium laterinervium är en kallaväxtart som beskrevs av Thomas Bernard Croat. Syngonium laterinervium ingår i släktet Syngonium och familjen kallaväxter. Inga underarter finns listade.